# Рома Гонсьоровська
Рома Ґонсьоровська-Журавська (пол. Roma Gąsiorowska-Żurawska; народ. 29 січня 1981 року, Бидгощ, Польща) — польська акторка театру і кіно, модельєрка.

## Біографія
Захопилася акторством ще зі школи. Разом із друзями заснувала аматорський театр. У 2005 році стала випускницею Вищої театральної школи Кракова. Дипломний спектакль, де брала участь Рома, проходив під керівництвом Яна Пешека. Під час навчання почала працювати в Театрі естради у Варшаві, а також у Старому театрі Кракова.
Рома Ґонсьоровська-Журавська — модельєрка. У 2011 році була номінована на премію «Троянда Галі» в категорії «Дебют у світі моди». 
10 квітня 2010 року пощлюбила актора Міхала Журавського. Подружжя виховує сина Клеменса (2012) й дочку Ядвіґу (2014).

## Фільмографія
| Рік  | Назва                                    | Персонаж                             |
| ---- | ---------------------------------------- | ------------------------------------ |
| 1997 | Клан (серіал)                            | дівчина в книжковому магазині (2004) |
| 2003 | Погода на завтра                         | Кінга Козел                          |
| 2004 | Sceny z powstania                        |                                      |
| 2004 | Кароль. Людина, яка стала Папою Римським | дівчина на виставі                   |
| 2005 | Ода до радості                           | Марта                                |
| 2005 | Башта                                    | Марта                                |
| 2005 | Життєвий іспит (серіал)                  | Руда                                 |
| 2005 | Пітбуль (серіал)                         | Моніка Гроховська (2007)             |
| 2007 | Хутро                                    | Оленька                              |
| 2007 | Pogoda na piątek (серіал)                | няня                                 |
| 2007 | Prawo miasta (серіал)                    | Єва                                  |
| 2008 | Розмови по ночах                         | Кароліна                             |
| 2008 | Люби і танцюй                            | помічниця Ремігіуша                  |
| 2008 | Лондонці (серіал)                        | Маріола Моніка Беджичка              |
| 2009 | Я твій                                   | Аліса                                |
| 2009 | Моя плоть, кров моя                      | медсестра                            |
| 2009 | Аїр                                      | домробітниця                         |
| 2009 | Нуль                                     | порно зірка                          |
| 2009 | Польсько-російська війна                 | Магда                                |
| 2009 | Естерхазі (короткометражка)              | Єва (озвучення)                      |
| 2010 | Рятувальники (серіал)                    | Кароліна «Лара» Кітовіч              |
| 2011 | Листи до М.                              | Доріс                                |
| 2011 | Іменем диявола                           | Михалина                             |
| 2011 | Зал самогубців                           | Сільвія                              |
| 2011 | Мене звуть Кі                            | Кінга «Кі»                           |
| 2011 | Варшавське похмілля                      | Сандра                               |
| 2012 | Комісар Алекс (серіал)                   | Майя Вірська (2013)                  |
| 2014 | Люба, схоже, я тебе вбив                 | Люцина                               |
| 2014 | Варшавське повстання                     |                                      |
| 2014 | Miedzy nami dobrze jest                  | Едіта                                |
| 2014 | Варшава вночі                            | Майя                                 |
| 2015 | Theatre Without Audience                 |                                      |

## Нагороди
- 2011: нагорода «Золоті леви» за найкращу жіночу роль у фільмі «Мене звуть Кі»
- 2011: нагорода «Золота качка» як найкращій акторці у фільмі «Мене звуть Кі»
- 2012: нагорода «Орел» — найкраща акторка у фільмі «Мене звуть Кі»
- 2012: нагорода «Орел» — найкраща акторка у фільмі «Зал самогубців»